# Nowa Synagoga w Boćkach
Nowa Synagoga w Boćkach – nieistniejąca synagoga znajdująca się w Boćkach na rogu ulic Załońskiej i Dubieńskiej.
Synagoga została zbudowana w 1807 roku za zezwoleniem biskupa Łuckiego z 1790 roku. Podczas II wojny światowej hitlerowcy zburzyli synagogę. Po wojnie nie została odbudowana.
Murowany budynek wzniesiono na planie prostokąta. Wejście główne bezpośrednio prowadziło do głównej sali modlitewnej. Z boku znajdowała się dobudowana w późniejszym okresie, mała przybudówka, w której znajdowały się schody do małej galerii dla kobiet. Synagoga miała dwie kondygnacje i kryta była dachem polskim z dachówką. W oknach znajdowały się barwne witraże z gwiazdą Dawida.